# Schietsport op de Olympische Zomerspelen 2016 – Dubbeltrap mannen
De dubbeltrap voor mannen op de Olympische Zomerspelen 2016 vond plaats op woensdag 10 augustus 2016. Regerend olympisch kampioen was Peter Wilson uit Groot-Brittannië, die zijn titel niet in Rio de Janeiro verdedigde. De wedstrijd bestond uit twee rondes, een kwalificatie- en een finaleronde. Bij de kwalificaties schoot elke deelnemer in drie rondes telkens vijftig kogels met een hagelgeweer. De beste zes schutters plaatsten zich voor de finale, waarin de medailles werden verdeeld; in de finale werd opnieuw op vijftig doelwitten geschoten. De schutter met de beste score, de som van kwalificatie- en finaleronde samen, won de gouden medaille. In de finale versloeg Koeweiti Fehaid Al-Deehani de Italiaan Marco Innocenti.

## Uitslagen

### Kwalificatieronde
| rang | naam              | land                         | 1  | 2  | 3  | 4  | 5  | totaal |      |
| ---- | ----------------- | ---------------------------- | -- | -- | -- | -- | -- | ------ | ---- |
| 1    | Andreas Löw       | Duitsland                    | 29 | 27 | 28 | 28 | 28 | 140    | Q OR |
| 2    | James Willett     | Australië                    | 30 | 24 | 30 | 29 | 27 | 140    | Q OR |
| 3    | Tim Kneale        | Groot-Brittannië             | 28 | 27 | 29 | 30 | 25 | 139    | Q    |
| 4    | Steven Scott      | Groot-Brittannië             | 28 | 25 | 27 | 29 | 29 | 138    | Q    |
| 5    | Marco Innocenti   | Italië                       | 28 | 28 | 30 | 26 | 24 | 138    | Q    |
| 6    | Fehaid Al-Deehani | IOA                          | 27 | 24 | 28 | 27 | 29 | 135    | Q    |
| 7    | Joshua Richmond   | Verenigde Staten             | 27 | 27 | 23 | 29 | 29 | 135    | TB   |
| 8    | Hu Binyuan        | China                        | 26 | 23 | 28 | 29 | 29 | 135    | TB   |
| 9    | Khaled Al-Kaabi   | Verenigde Arabische Emiraten | 27 | 28 | 25 | 25 | 29 | 134    |      |
| 10   | Enrique Brol      | Guatemala                    | 25 | 25 | 27 | 28 | 28 | 133    |      |
| 11   | Vitali Fokejev    | Rusland                      | 27 | 25 | 27 | 27 | 27 | 133    |      |
| 12   | Pan Qiang         | China                        | 28 | 28 | 29 | 24 | 24 | 133    |      |
| 13   | Vasili Mosin      | Rusland                      | 26 | 23 | 26 | 29 | 28 | 132    |      |
| 14   | Walton Eller      | Verenigde Staten             | 24 | 27 | 26 | 26 | 28 | 131    |      |
| 15   | Ahmad Al-Afasi    | IOA                          | 24 | 26 | 27 | 26 | 25 | 128    |      |
| 16   | Antonino Barillà  | Italië                       | 25 | 25 | 25 | 27 | 23 | 125    |      |
| 17   | William Cetcuti   | Malta                        | 22 | 25 | 24 | 26 | 26 | 123    |      |
| 18   | Håkan Dahlby      | Zweden                       | 26 | 24 | 24 | 25 | 22 | 121    |      |
| 19   | Sean Nicholson    | Zimbabwe                     | 24 | 23 | 24 | 24 | 24 | 119    |      |
| 20   | Hebert Brol       | Guatemala                    | 22 | 24 | 21 | 26 | 14 | 116    |      |
| 21   | Mohamed Ramah     | Marokko                      | 23 | 18 | 28 | 22 | 24 | 115    |      |
| 22   | Paulo Reichardt   | Paraguay                     | 25 | 23 | 17 | 19 | 22 | 106    |      |

### Halve finale
| rang | naam              | land             | totaal | tiebreak |    |
| ---- | ----------------- | ---------------- | ------ | -------- | -- |
| 1    | Fehaid Al-Deehani | IOA              | 28     |          | QG |
| 2    | Marco Innocenti   | Italië           | 27     |          | QG |
| 3    | Tim Kneale        | Groot-Brittannië | 26     | +2       | QB |
| 4    | Steven Scott      | Groot-Brittannië | 26     | +2       | QB |
| 5    | James Willett     | Australië        | 26     | +1       |    |
| 6    | Andreas Löw       | Duitsland        | 25     |          |    |

### Finales
| rang   | naam              | land             | totaal | tiebreak |
| ------ | ----------------- | ---------------- | ------ | -------- |
| Goud   | Fehaid Al-Deehani | IOA              | 26     |          |
| Zilver | Marco Innocenti   | Italië           | 24     |          |
| Brons  | Steven Scott      | Groot-Brittannië | 30     |          |
| 4      | Tim Kneale        | Groot-Brittannië | 28     |          |